# Abbé Mical
Abbé Mical (geboren 1727 in der Nähe von Lyon; gestorben 1789 in Paris) war ein französischer Geistlicher und Erfinder der Sprachsynthese für mechanische Köpfe oder komplette Figuren. Für diese Mechaniken der Köpfe hatte er mindestens 10 Jahre lang Forschungen betrieben.

## Leben
Der Vorname Micals ist nicht überliefert, meist wird er mit dem Titel Abbé bezeichnet. Mical war der Sohn einer wohlhabenden Familie aus dem Dauphiné in Frankreich und ein Zeitgenosse des Erfinders Wolfgang von Kempelen. Er war zunächst zum Geistlichen ausgebildet worden und wirkte in der Kathedrale St-Maurice in Vienne. Als er nach Paris kam, wurde er Mitglied der dortigen Freimaurerloge « des Neuf Sœurs » (deutsch: „Neun Schwestern“). Er wurde von bekannten Wissenschaftlern unterstützt, zu denen der Chemiker Antoine Laurent de Lavoisier und der Mathematiker Jean-Baptiste Meusnier de la Place gehörten. Er stellte seine Erfindung am selben Tag des Jahres 1783 dem König vor, an dem auch die Gebrüder Montgolfier ihre Heißluftballons präsentierten. Die erhoffte finanzielle Unterstützung blieb jedoch aus und er wurde verklagt, weil er unter anderem dem Bildhauer, der die Köpfe hergestellt hatte, Geld schuldete. 1787 gab er das Projekt schließlich gänzlich auf, blieb aber in Paris. Er starb in größter Armut.

## Werke

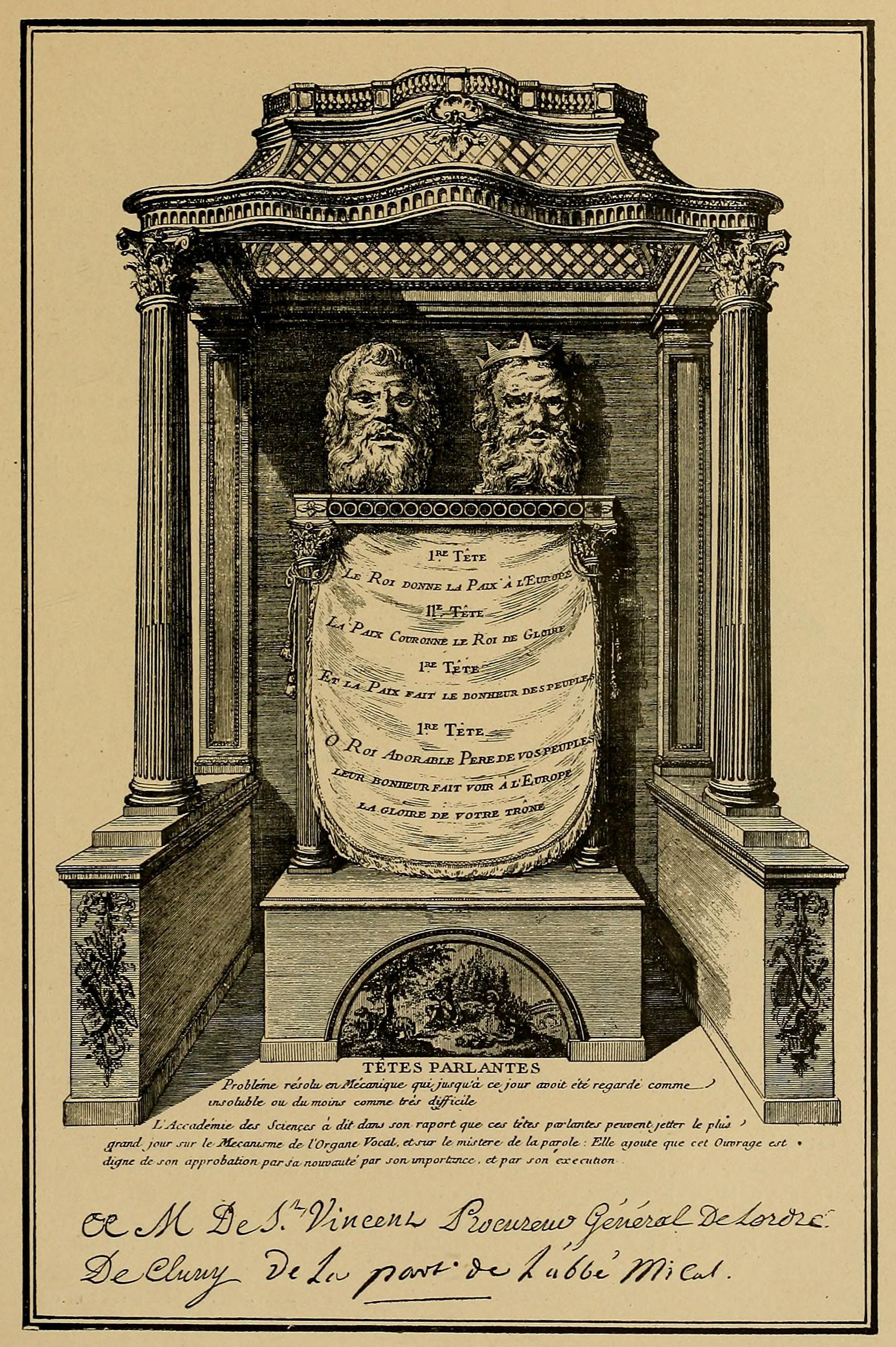
Die sprechenden Köpfe des Abbé Mical

Die sprechenden Köpfe, die Mical in den Jahren 1780 bis 1783 entwickelte, waren so konzipiert, dass sie in Wechselrede miteinander kommunizierten. Dabei verwendete er ein von Walzen angesteuertes System, das orgelähnliche Resonanzen erzeugte. Er hatte die Köpfe geschaffen, um den jährlichen Wettbewerb der Kaiserlichen Akademie der Wissenschaften in Sankt Petersburg zu gewinnen. Die Köpfe konnten eine vorgegebene Anzahl von Sätzen aussprechen und waren auf einem Sockel in einem kleinen Theater angebracht. Sie wurden zunächst in der Pariser Akademie der Wissenschaften ausgestellt. Ein Bericht gibt eine Beschreibung der Vorrichtung wieder. Dort heißt es unter anderem:

« [ …] de leur combinaison résultait une espèce d’imitation très imparfaite de la voix humaine »

„[…] aus ihrer Kombination ergab sich eine sehr unvollkommene Nachahmung der menschlichen Stimme“

Die zwei Eichenholzvorlagen für die Bronzebüsten wurden vermutlich von dem Bildhauer Frédéric Wiffel angefertigt. Die ausgegebenen Sätze priesen König Ludwig XVI. und die Mechanik ähnelte dem Prinzip einer Spieluhr. Diese Vorrichtung gilt als die erste im Voraus programmierbare Sprachsimulation. Das Gutachten für die Akademie wurde von Félix Vicq d’Azyr vorgelegt.
Neben diesen Köpfen soll er auch ein komplettes Konzertensemble mit Figuren in menschlicher Größe hergestellt haben, das von morgens bis abends ununterbrochen musizieren konnte. Dieses sei jedoch durch nicht geklärte Umstände zerstört worden. Des Weiteren zählen Flötenspielautomaten zu seinen Erfindungen.